# Ilminster
Ilminster es una localidad situada en Somerset, Inglaterra. Tiene una población estimada, en 2019, de 4577 habitantes.
Está ubicada en la península del Suroeste, al sur de la ciudad de Bristol y del canal de Bristol.